# Lee Ryan
Lee Ryan (ur. 17 czerwca 1983 w Chatham w hrabstwie Kent) – brytyjski piosenkarz, autor tekstów i aktor. 
W latach 2000–2005 jeden z wokalistów boysbandu Blue, z którym w 2011 reprezentował Wielką Brytanię w 56. Konkursie Piosenki Eurowizji. Od 2005 artysta solowy.

## Życiorys

### Kariera
W 2000 na zaproszenie Antony’ego Costę i Duncana Jamesa dołączył do składu nowo powstałego boysbandu Blue. Do 2004 wydał z zespołem trzy albumy studyjne: All Rise (2001), One Love (2002) i Guilty (2003). W sierpniu 2005 wokaliści podjęli decyzję o zawieszeniu działalności i rozpoczęciu karier solowych.
Po rozpadzie zespołu rozwijał się muzycznie i aktorsko. Wystąpił m.in. w sztuce The Pretender Agenda w  The New Players Theatre w Londynie. 1 sierpnia 2005 wydał solowy album, zatytułowany po prostu Lee Ryan, który promował singlem „Turn Your Car Around”. Na przełomie lutego i marca 2006 odwiedził Polskę, w celach promocyjnych wystąpił m.in. jako gość muzyczny w programie Kuby Wojewódzkiego i w programie śniadaniowym TVP2 Pytanie na śniadanie, a także zagrał akustyczny koncert w studiu Radiowej „Trójki” i wziął udział w konferencji prasowej organizowanej w hotelu Radisson.

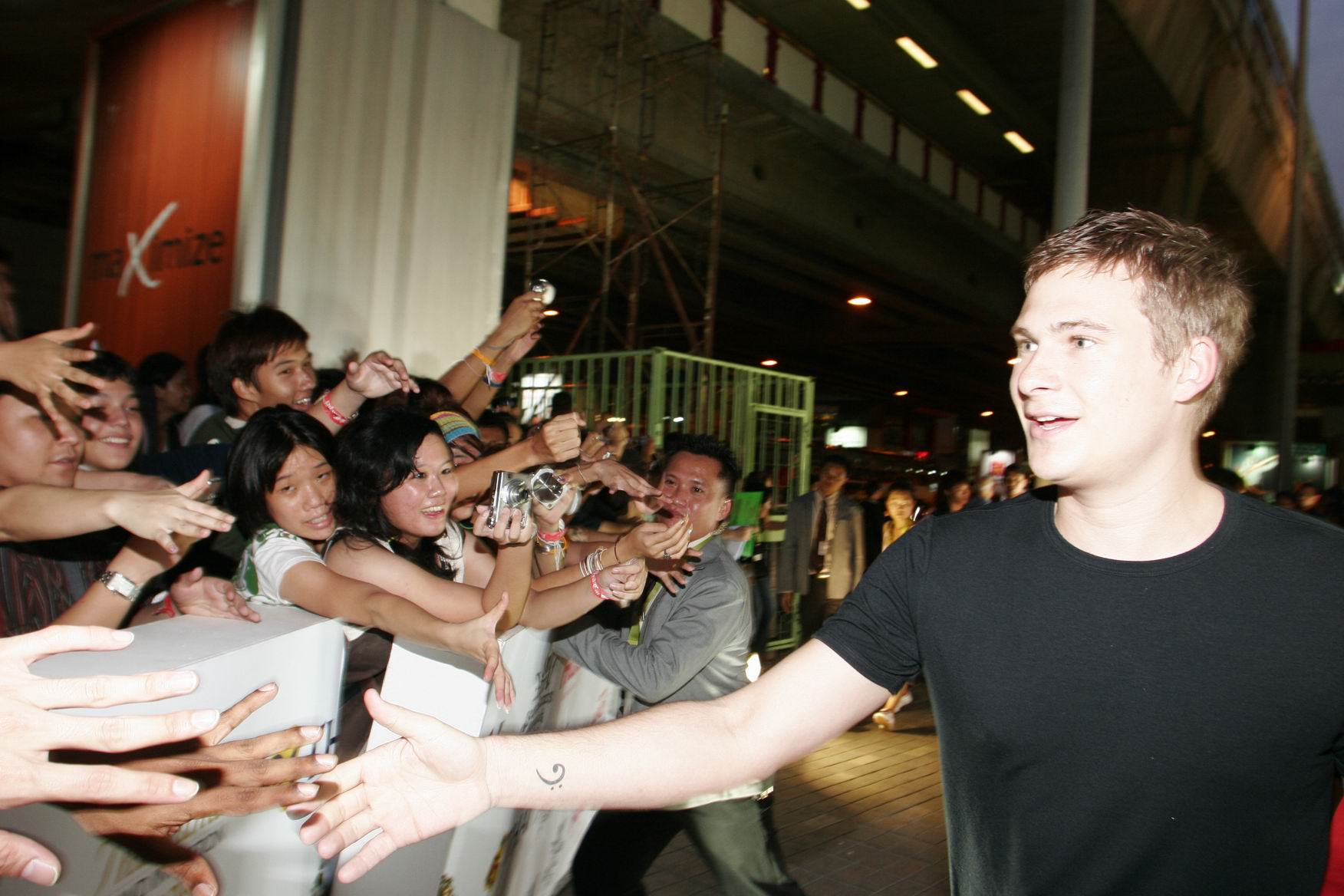
Ryan na gali MTV Asia Awards 2006

W 2011, reprezentując z reaktywowanym zespołem Blue Wielką Brytanię z utworem „I Can”, zajął 11. miejsce w finale 56. Konkursu Piosenki Eurowizji w Düsseldorfie. Jesienią 2018 uczestniczył w 16. edycji programu rozrywkowego Strictly Come Dancing.

### Życie prywatne
W czerwcu 2008 ogłosił, że zaręczył się z Samanthą Miller, którą poznał na portalu Myspace i która, zgodnie z plotkami, miała wysyłać mu swoje nagie zdjęcia. Gdy okazało się, że Miller jest w ciąży, para wstępnie zaplanowała ślub na 2009. W lutym prasa poinformowała, że Ryan odwołał zaręczyny, pozostawiając dziewczynę w piątym miesiącu ciąży. 30 listopada 2008 Miller urodziła syna, Rayna Amethysta Lee. Pod koniec listopada 2009 prasa doniosła, że Ryan ma także dwuletnią córeczkę o imieniu Bluebell, która jest owocem przelotnego romansu z fanką, Jessicą Keevil.
W 2014 wyznał, że ma za sobą związki homoseksualne.

## Dyskografia

### Albumy studyjne
- Lee Ryan (2005) #6 w Wielkiej Brytanii, #3 we Włoszech, #15 w Irlandii

### Single
- Army of Lovers – (24 lipca 2005) #1 we Włoszech, #3 w Wielkiej Brytanii, #17 w Irlandii
- Turn Your Car Around – (10 października 2005) #2 we Włoszech, #12 w Wielkiej Brytanii, #20 w Austrii, #22 w Irlandii
- When I Think of You – (30 stycznia 2006) #15 w Wielkiej Brytanii, #29 w Irlandii
- Real Love – piosenka do filmu Epoka lodowcowa 2: Odwilż
- How Do I – 1 sierpnia 2005
- Reinforce Love – 10 grudnia 2007
- Secret Love – 3 maja 2010